# Cyanistes
Cyanistes és un gènere d'ocells de la família dels pàrids (Paridae ), que sovint ha estat considerat part del gènere Parus.

## Taxonomia
Segons la Classificació del Congrés Ornitològic Internacional aquest gènere està format per tres espècies:
- Cyanistes teneriffae - mallerenga blava africana.
- Cyanistes caeruleus - mallerenga blava eurasiàtica.
- Cyanistes cyanus - mallerenga capblanca.

D'altres fonts inclouen com una espècie separada la Cyanistes flavipectus, que el Congrés Ornitològic Internacional considera una subespècie de la mallerenga capblanca.